# 南京基准地震台
南京基准地震台是国家地震监测基准台网之一。位于南京中山陵园南麓东新村，台基岩性为石英砂岩。
该台是中国近代地震科学发展史上历史较长的观测台之一。该台由竺可桢倡导创建，1930年4月动土启造，1931年3月落成，命名为中国南京北极阁地震台，隶属当时的国立中央研究院气象研究所。这是中国自建的第二个地震台。建台的目的是探求地震、海啸与气象的关系。
以后因为日本侵华战争，两个观测台站几经搬迁。中华人民共和国成立后，1951年择址重建南京鸡鸣寺地震台（代号NJ1）。1976年又在南京中山陵扩建具有多种观测项目的南京基准地震台（代号NJ2）。
南京基准地震台目前拥有地震观测、地磁观测和地形变观测学科的测震、地磁、地电、大地电场、钻孔体应变及短水准测量等观测研究项目。同时承担国内外大震速报任务。“九五”期间，建成了宽频带数字化地震观测系统、数字化地震前兆观测系统等。台站环境也得到了进一步改善。在近60年的观测中，南京基准地震台积累了丰富的观测资料，在科研方面也取得一系列的丰硕成果。维护精良的20吨大维歇尔（Wiechert）地震仪，是目前国际上保存最完好的1930年代地震仪，也是全球为数不多、唯一正常运转的地震仪。